# Meke

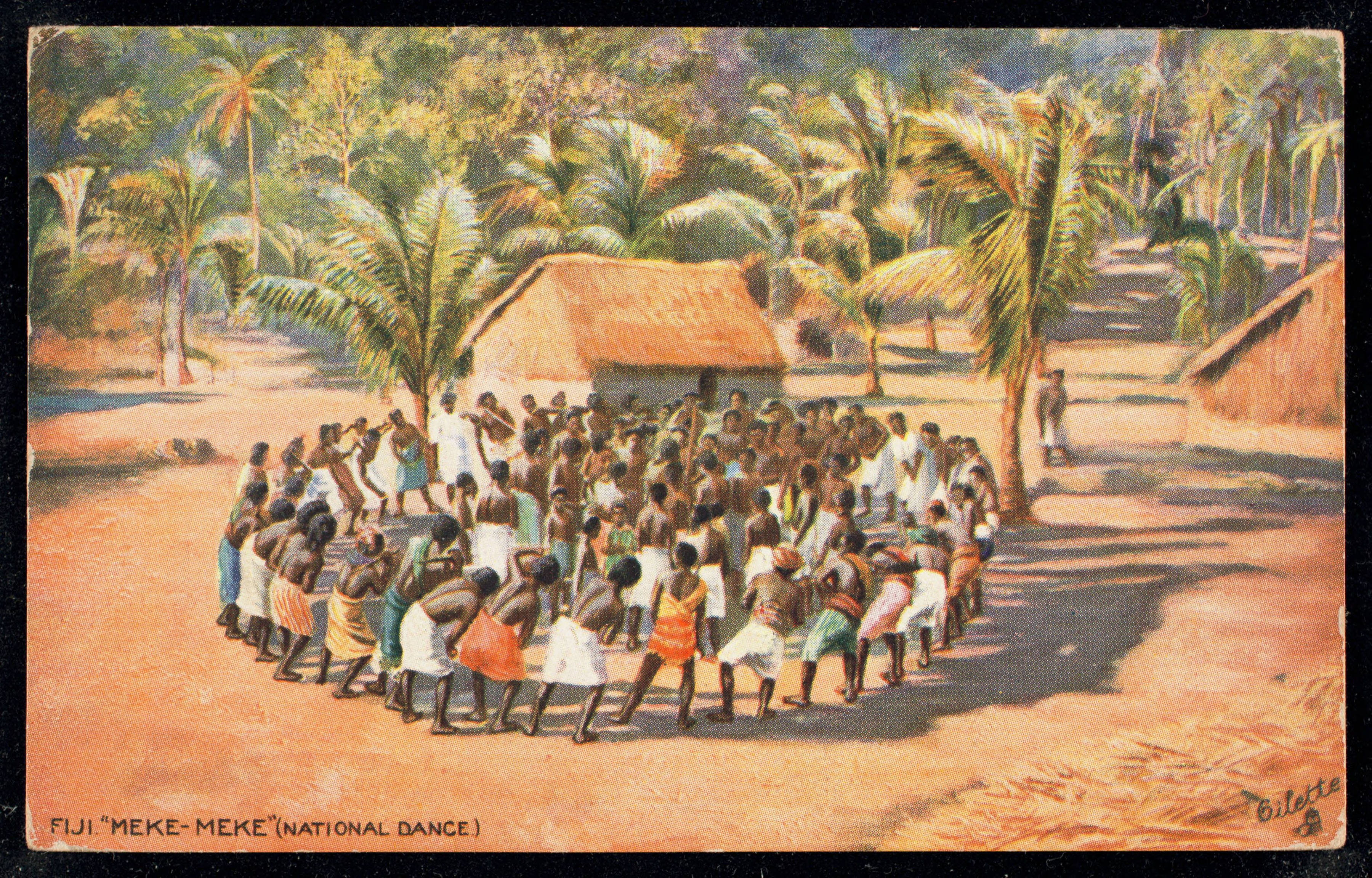
Carte postale des Fidji de 1903, avec la légende: "Meke-Meke" (Danse Nationale).

Les meke sont des danses et des chants tribaux traditionnels des îles Fidji. Ils sont issus de la culture iTaukei, la culture fidjienne antérieure à la période chrétienne et coloniale.
Les meke sont structurés autour de deux groupes : l'un responsable de la danse (matana) et l'autre responsable de la musique et des chants (vakatara). Les danses sont de style polynésien. Les danseurs et les danseuses portent des costumes ou des ornements floraux, à l'instar des autres participants. Les instruments utilisés sont des percussions, principalement des idiophones en bois (les lali) ou les mains frappées l'un contre l'autre.

## Présentation
Les meke sont des danses tribales fidjiennes,. Ils sont constitués de danses et de chants (qatana), accompagnés par de la musique. Les thèmes abordés dans les chants sont variés (ils peuvent être guerriers, esthétiques, etc.) et reposent sur le folklore local.
Issues de la culture iTaukei (culture pré-chrétienne et pré-coloniale), les meke sont exécutés par les habitants dans le cadre d'activités sociales ou religieuses. Il existe une relation forte entre les meke et les vanua : les premiers sont des éléments culturels spécifiques des seconds,.
Les danseurs, musiciens ou chanteurs portent des costumes ou des ornements aux poignets et chevilles (vesa) constitués de guirlandes de fleurs (salusalu).

## Description

### Organisation
L'organisation d'un meke repose sur deux groupes : le vakatara (un orchestre et une chorale) et le matana (le groupe de danseurs). Les musiciens et chanteurs du vakatara sont assis à même le sol, souvent en cercle. Au centre se tient un meneur dont le rôle est de diriger la musique et les chants. De leur côté, les danseurs peuvent être assis ou bien debout pour exécuter les mouvements de chaque chorégraphie.
Les danses peuvent être exclusivement réservées aux femmes, aux hommes ou bien être permises pour les deux genres. Néanmoins, il est très rare qu'une danse soit mixte, c'est-à-dire réalisée par des femmes et des hommes en même temps.

### Danse
Les danses sont de style polynésien et mettent l'accent sur la fluidité et la synchronisation des mouvements. Généralement, les danses dévolues aux hommes sont plus dynamiques et athlétiques. A l'inverse, les danses réservées aux femmes mettent l'accent sur le contrôle et l'harmonie.
Les danseurs et danseuses adoptent le plus souvent des formations en ligne ou basées sur des alignements plus complexes.

### Chant
Les textes constitutifs des chants sont narratifs et leur style est poétique. Ils sont inspirés par le folklore local.
Les chants sont structurés en vers, d'un nombre variable et généralement répétés plusieurs fois. Les vers ne possèdent pas de structure interne (exemple : nombre de syllabes constant), hormis une rime finale.
Sur les plans lexicaux et grammaticaux, les chants des meke peuvent contenir des termes ou des structures primitifs.

### Musique
La musique suit des mélodies tonales. Les meke de style ancien respectent une organisation harmonique relativement statique, basée essentiellement sur des accords de seconde et de quinte. Ceux plus modernes présentent davantage de complexité, intégrant par exemple des triades. Le rythme, souvent ternaire, est mis en correspondance avec l'organisation syllabique des textes chantés.
Les chants sont structurés selon différentes parties vocales. Deux parties solo sont prégnantes : la laga (la partie qui dirige le chant) et la tagica (qui suit la laga avec un léger décalage et en respectant une harmonie plus aigüe). Le chœur chante à différentes hauteurs. Il est parfois appelé druku (qui signifie « basse »).
Les instruments utilisés pour accompagner les chants et les danses sont principalement des percussions : des lali (idiophone en bois), les derua (idiophone en bambou) ainsi que de longs bâtons de bois que l'on frappe l'un contre l'autre (à la manière des claves),. Les membres du vakatara frappent également leurs mains entre elles pour produire des sons (cobo).

## Histoire et développement

### Transmission de la culture iTaukei et desmeke
Dans la seconde moitié du XXe siècle, la population fidjienne préserve activement les traditions et la culture iTaukei. Des associations culturelles et les écoles permettent aux jeunes générations d'apprendre les meke. De grands rassemblements et des compétitions (à l'exemple de compétitions interscolaires) sont organisés et mobilisent fortement la société fidjienne.
Au cours des années 2000 et 2010, des actions culturelles afin de préserver les meke sont entreprises, y compris sur des territoires voisins des Fidji comme la Nouvelle-Zélande.

### Appauvrissement et perte culturelle
Au XXIe siècle, des connaisseurs estiment que les meke subissent un appauvrissement et même des pertes du fait de la modernité et du tourisme. Selon eux, de nombreuses formes traditionnelles se sont perdues. De plus, certains mouvements sont moins bien compris des danseurs ou trop simplifiés afin d'être plus plaisants et accessibles pour des touristes ignorants de la culture iTaukei. Il en résulte des approximations voire des fusions de mouvements entre différents meke, bien que celles-ci ne fassent pas sens sur le plan culturel.
Les défenseurs des meke traditionnels plaident pour une nouvelle approche de la préservation et de la transmission des meke. Dans cette optique, ils souhaitent notamment que les meke soient replacés dans leur contexte culturel iTaukei, que les écoles s'engagent davantage en faveur de la préservation des formes traditionnelles en limitant la fusion des meke avec des danses modernes.
Constatant ces pertes et reculs, les spécialistes notent également l'appauvrissement engendré sur la langue iTaukei. Les meke sont en effet des productions poétiques importantes, permettant une mise à jour de la littérature orale et écrite ainsi que des structures langagières traditionnelles fidjiennes. Les plus pessimistes craignent ainsi une disparition progressive de cette langue, par l'abandon progressif de son utilisation en tant que langue maternelle.

## Ethnographie et ethnomusicologie

### Description ethnographique
La première description scientifique des meke est due à l'ethnologue allemand Friedrich Ratzel en 1896.

### Relation entre lesmekeet des chants de la période chrétienne
En se focalisant sur les chants, David Goldsworthy met en relation les meke et les same. Selon son analyse, des éléments structurants issus des meke sont fusionnés avec des contenus liturgiques ou musicaux importés d'Europe (tels que les psaumes). Les résultats de cette fusion sont les same, c'est-à-dire des adaptations locales des chants liturgiques chrétiens européens.
Pour appuyer son propos, l'auteur indique les points communs entre meke et same sur l'ensemble des dimensions caractérisant les meke. Pour ce qui touche aux aspects généraux, Goldsworthy met en avant deux éléments majeurs : les deux formes de chants sont organisées dans un cadre cérémoniel et le groupe (chœur) est prépondérant en comparaison des individus. A ces deux points, il ajoute également l'organisation et la disposition des chanteurs et chanteuses, qui sont relativement comparables dans les deux cas. Sur les aspects relatifs au chant, une grande attention est apportée aux qualités littéraires des textes. De plus, les textes présentent des structures et caractéristiques similaires (versification, répétition, importance des syllabes et connexion avec la musique, etc.). Enfin, meke et same présentent une organisation musicale (différentes voies) identique et obéissent à des contraintes mélodiques et harmoniques communes (ex : système tonal).
En complément, l'auteur indique également que les meke sont structurellement plus éloignés d'autres formes de chants religieux (christianisme) tels que polotu et sere ni lotu.
Malgré ces similitudes, certaines différences entre les deux formes de chants existent. En plus des différences évidentes concernant les contenus religieux (spiritualité autochtone tribale opposée au christianisme) et l'absence de danse et de musique instrumentale dans le cas des same, les meke et les same se distingue principalement sur leurs caractéristiques rythmiques (les same sont généralement d'un tempo plus lent et leurs structures rythmiques sont plus complexes - subdivisions différentes de la pulsation).
En conclusion, David Goldsworthy explique que les missionnaires chrétiens ont encouragé l'appropriation des chants liturgiques chrétiens par les populations locales à l'aide de cette fusion avec des éléments musicaux traditionnels. Sur le plan culturel, cette relation entre les meke et les same peut donc être intreprété comme une forme de résistance culturelle à la colonisation ainsi qu'une transition entre les périodes pré et post chrétiennes et coloniales.

## Liste demekenotables
De par leur importance sociale, religieuse ou festive, certains meke sont particulièrement notoires.

### Mekeexécutés par des femmes ou des hommes
- meke ni yaqona : meke réalisé lors des cérémonies d'accueil où du kava (yaqona) est offert aux invités prestigieux.
- ruasa : meke destiné aux enfants morts en couche ou aux fausses-couches. Ce meke est dépourvu d'ornements et d’accessoires : seules les mains nues sont utilisées.
- meke ni manumanu : meke divertissant de style humoristique. Les mouvements des danses s'inspirent de mouvements animaux comme les glissades ou les rampements.
- ua lokaloka : meke divertissant (voire humoristique, repose sur des moqueries) inspiré du mouvement des vagues. Il est généralement exécuté par des hommes mais peut l'être parfois par des femmes.
- vakamalolo : meke spécifique des Malolo, habitants de l'archipel Yasawa. Les participants sont assis.

### Mekeexécutés exclusivement par des femmes
- sese (seasea) : meke divertissant exécuté en l'honneur d'invités lors d'occasions particulières. La structure de ce meke s'appuie sur la répétition de motifs de mouvements et de chants avec des variations progressives depuis un thème initial.

### Mekeexécutés exclusivement par des hommes
- meke i wau (également connu sous l’appellation meke mada) : meke spectaculaire et divertissant à base de mouvements rapides et de cascades. Son apprentissage est long de par la dangerosité de certains pas.
- meke wesi : meke utilisant comme des éventails et des lances.